# Juraj Dragišić
Đorđe Dragišić (lateinisch Georgius Benignus, italienisch Giorgio Benigno Salviati; * 1445 in Srebrenica, Königreich Bosnien; † 1520 im Kirchenstaat) war ein Franziskaner, Bischof, Titularerzbischof, bedeutender Theologe und Philosoph.

## Herkunft
Đorđe Dragišić wurde im Jahre 1445 in Srebrenica geboren. Die Schulausbildung erhielt er im damaligen Franziskaner-Vikariat der heutigen Franziskanerprovinz Bosnien.
Während der Eroberung des heutigen Staatsgebietes von Bosnien-Herzegowina durch die Osmanen im Jahre 1463 floh Dragišić im Alter von 18 Jahren westwärts in die bosnische Stadt Jajce, dann gemeinsam mit seinem Ordensbruder, genannt Ivan vom See, von Jajce nach Zadar. Trotz seines jungen Alters war er bereits zum Diakon geweiht.

## Leben
Im September 1464 nahm ihr franziskanischer Ordensgeneral die beiden Franziskaner nach Italien mit, wo sie im Franziskanerkloster von Ferrari ihre theologischen und philosophischen Studien fortsetzen konnten. Đorđe Dragišić setzte seine Studien in Pavia, Bologna und Padua weiter fort. Im Jahre 1469 empfing er das Sakrament der Priesterweihe.
In jener Epoche waren zwei Strömungen im Franziskanerorden stark vertreten, eine eher klösterlich-kontemplantive und eine eher pastoral ausgerichtete. Aufgrund seiner Hingabe an das Studium kann Dragišić der ersten Strömung zugerechnet werden. Hinzu kommt, dass seine Oberen dazu neigten, ihn zum weiteren Studieren zu motivieren. Im Jahre 1469 kam er nach Rom. Dort lernte er den aus Trapezunt nach Rom emigrierten Kardinal Bessarion kennen, der ein ausgezeichneter Kenner der Griechischen Philosophie und orthodoxen Theologie war.
Es wird angenommen, dass Bessarion dem Urbiner Herzog Federico da Montefeltro Dragišić als Mentor für dessen Sohn vorschlug, zudem war Dragišić mit der Großfamilie Felici befreundet gewesen. Dragišić setzte erneut seine Studien an der Universität Oxford und an der Sorbonne in Paris fort. Er blieb bis in das Jahr 1482 in Frankreich. Kurzfristig besuchte er das Heilige Land und kehrte danach nach Italien in die Stadt Florenz zurück, wo er sich im Kloster Heilig Kreuz, an der dortigen Hochschule auf seine Professur vorbereitete und diese dort erlangte. Ab dem Jahre 1488 wurde er Leiter der klösterlichen Hochschule.
In Florenz lernte er die bedeutende Familie der Salviati kennen, die ihn förmlich adoptierte. Fortan wurde Dragišić in Geschichtsquellen als Salviati geführt und aufgelistet. In Florenz hatte er viele Bewunderer, darunter auch Lorenzo di Pierfrancesco de’ Medici. Als Florenz im Jahre 1494 französisches Hoheitsgebiet wurde, kehrte Dragišić kurzfristig in seine Geburtsstadt Srebrenica zurück. Danach ging er in die Republik Dubrovnik. Dort war er unter anderem als Dozent tätig.

## Bischof
Im Jahre 1500 kehrte er nach Rom zurück und lehrte an der Universität La Sapienza, deren Direktor er später wurde. Am 21. Mai 1507 wurde Dragišić Bischof von Cagli und 1512 Titularerzbischof von Nazaret. Er war Teilnehmer am Fünften Laterankonzil. Als päpstlicher Legat weilte Dragišić am Hofe Maximilians I. in Innsbruck. Im Jahre 1514 legte Dragišić die Reform des Julianischen Kalenders vor, die von Papst Gregor XIII. mit dem Gregorianischen Kalender umgesetzt wurde. Im Jahre 1515 wurde Dragišić der Häresie bezichtigt, in dieser Zeit setzte sich unter anderem Erasmus von Rotterdam für Dragišić ein.
Dragišić hatte im Dunkelmännerbriefe-Streit zwischen Johannes Reuchlin und Johannes Pfefferkorn zugunsten Reuchlins und des Talmuds Stellung bezogen. Sein Manuskript An Iudaeorum libri, quos Thalmud appellant, sint potius supprimendi, qu[am] tenendi & conservandi (= Ob die Bücher der Juden, die sie Talmud nennen, eher zu unterdrücken als (nicht vielmehr) zu bewahren und zu erhalten sind)  war von dem Bremer Domkantor Martin Gröning († 1521), der aus Rom gekommen war, an den humanistisch gesinnten Kölner Dompropst Hermann von Neuenahr übergeben worden, der es 1517 veröffentlichte.
Đorđe Dragišić starb im Jahre 1520.

## Wissenschaftliche Tätigkeit
Dragišić zeichnete sich durch seinen Wissenshunger und das Streben nach einer höheren innerkirchlichen Position aus. Zu seinen wissenschaftlich theologisch-philosophischen Hauptwerken werden die Propeheticae solutiones, Fridericus, de animae regni principe und De natura coelestium spirituum quos angelos vocamus (De natura angelica) gezählt.

## Werke
- Propeheticae solutiones: Das Schaffen dieses Werkes wurde durch das Leben und Wirken von Girolamo Savonarola inspiriert. Gezielt versuchte Đorđe Dragišić, das Leben und Wirken Savonarolas als wahrheitsliebend und wahrhaft darzustellen und zu belegen. Besonders die Thematik über Prophezeiungen ist der Mittelpunkt des Werkes. Für Dragišić bedeuteten diese, eine stetige mögliche Realität, abgesehen von der Ansicht, dass "älteren" Prophezeiungen eher eine höhere Wahrheitstreue entgegengebracht wurde. Dragišić verteidigte zudem seine These damit, dass Gott niemand die Offenbarung des Zukünftigen verbieten könne. Für Gott ist eine Offenbarung der Zukunft evident, so Dragišićs These. Der wahrhafte jüdisch-christliche Prophet sei durch Gott dafür beschenkt und vernunftmäßig durch das Gesehene "in visione". Dieser Schau wäre die Vernunftfähigkeit die elementare Voraussetzung.
- Fridericus, de animae regni principe: In diesem Werk bearbeitet Dragišić die menschliche Willensfreiheit. Dabei beurteilt Dragišić zudem den Willen und die Vernunft.
- De natura coelestium spirituum quos angelos vocamus (De natura angelica): In diesem Werk widmet sich Dragišić ganz der Angelologie. In seinem Werk setzt er sich mit der Existenz von Engeln auseinander, deren Anzahl und der Möglichkeit ihrer Offenbarung und dem Erkennen derselben.
- An Iudaeorum libri, quos Thalmud appellant, sint potius supprimendi, qu[am] tenendi & conservandi (um 1515), herausgegeben von Hermann von Neuenahr als: Defensio praestantissimi viri Ioannis Reuchlin L. L. Doctoris.  o. O. [Eucharius Cervicornus, Köln, oder Matthias Schürer, Straßburg] 1517 (Digitalisat der Bayerischen Staatsbibliothek)
  - 2. Auflage: Lvciani Piscator, sev reuiuiscentes, Bilibaldus Pirckheymero interprete, Eiusdem Epistola Apologetica. Accedit Defensio J. Reuchlini quam Georgius Benignus Nazaraenus Maximiliano Rom. imp. dicanit, o. O. [Matthias Schürer, Straßburg] 1518 (Google-Books)
  - (Nachdruck) Elisabeth von Erdmann-Pandžić: Juraj Dragisic und Johannes Reuchlin. Eine Untersuchung zum Kampf für die jüdischen Bücher mit einem Nachdruck der ‚Defensio praestantissimi viri Joannis Reuchlin‘ (1517) (Quellen und Beiträge zur kroatischen Kulturgeschichte 1). Bayerische Verlagsanstalt, Bamberg 1989
- Artis dialectis praecepta, Rom 1520 (Digitalisat der Bayerischen Staatsbibliothek)